# Lyssa toxopeusi
Lyssa toxopeusi är en fjärilsart som beskrevs av Regteren Altena 1953. Lyssa toxopeusi ingår i släktet Lyssa och familjen Uraniidae. Inga underarter finns listade i Catalogue of Life.